# El Príncipe (álbum de Cosculluela)
El Príncipe es el álbum de estudio debut del rapero puertorriqueño Cosculluela. Fue lanzado al mercado el 1 de diciembre de 2009 por White Lion Records y Rottweilas Inc. El álbum cuenta con las colaboraciones de Ivy Queen, De La Ghetto, Jowell & Randy, Zion & Lennox, Jomar, Kendo Kaponi y O'Neill.

## Recepción
El álbum debutó en el puesto número 3 del Top Latin Albums y de #185 en el Billboard Top 200.

## Lanzamiento
En 2010, fue lanzado la reedición del álbum. El Príncipe: Ghost Edition, que es una revisión del primer álbum, pero con 5 nuevas canciones con colaboraciones de Wisin & Yandel y Nardo Ranks.

## Lista de canciones
| N.º   | Título                                         | Duración |  |
| 1.    | «Sube y baja»                                  | 3:37     |  |
| 2.    | «Warrior» (con Ivy Queen, O'Neill)             | 5:50     |  |
| 3.    | «Na, Na, Nau»                                  | 3:26     |  |
| 4.    | «Pienso en ti» (con De La Ghetto)              | 4:16     |  |
| 5.    | «Prrrum»                                       | 3:58     |  |
| 6.    | «Yo no sé bailar»                              | 3:18     |  |
| 7.    | «En ocasiones»                                 | 3:48     |  |
| 8.    | «Plaka Plaka»                                  | 3:19     |  |
| 9.    | «Con el pensamiento» (con Jowell & Randy)      | 4:49     |  |
| 10.   | «Dividiendo bandos skit» (con Coyote The Show) | 0:15     |  |
| 11.   | «Dividiendo bandos»                            | 3:53     |  |
| 12.   | «Te deseo el mal» (con Zion & Lennox)          | 4:55     |  |
| 13.   | «Invencible intro» (con Kendo)                 | 1:12     |  |
| 14.   | «Invencible» (con Jomar)                       | 3:46     |  |
| 15.   | «Un pesito»                                    | 3:26     |  |
| 54:08 |                                                |          |  |

| El Príncipe: Ghost Edition |                                     |          |  |
| N.º                        | Título                              | Duración |  |
| 16.                        | «De noche y de día» (con Yandel)    | 4:34     |  |
| 17.                        | «Cuidau Au Au»                      | 3:32     |  |
| 18.                        | «Prrrum remix» (con Wisin & Yandel) | 4:13     |  |
| 19.                        | «Prrrum remix» (con Nardo Ranks)    | 3:45     |  |
| 20.                        | «Humo»                              | 3:09     |  |
| 73:21                      |                                     |          |  |

## Certificación discográfica
| País                                                            | Certificación | Ventas |
| --------------------------------------------------------------- | ------------- | ------ |
| Estados Unidos (RIAA)                                           | Oro           | 30 000 |
| ^cifras de envíos sobre la base de la certificación por sí sola |               |        |